# 藤沢カントリー倶楽部
藤沢カントリー倶楽部（ふじさわカントリーくらぶ）は、かつて神奈川県藤沢市にあったゴルフ場。

## 概要
昭和初期の不況対策の一環で設立された。
クラブハウスは、アントニン・レーモンド設計で、屋根瓦が緑色だったことから「グリーンハウス」と呼ばれ、神奈川県立体育センター合宿所として現存。
女性専用コース「メリーゴルフ倶楽部」が、一時期併設された。
藤沢ゴルフ株式会社が、当時の藤沢町御殿山（現在の藤沢市善行）に191,709坪の土地を497,590円で買収し、石井光次郎、堀米庸之介、田中善三郎、赤星四郎（赤星六郎の兄）をコース建設委員とし、セント・アンドリュースを設計したゴルフコース設計者チャールズ・ヒュー・アリソンにも意見を求めコースを建設した。
東久邇宮稔彦王、岩崎小彌太、近衛文麿、大仏次郎、鈴木三郎助などがプレーし、日本有数のチャンピオンコースでもあった。

## 歴史
- 1930年（昭和5年）3月19日 - 横浜の政財界人により、藤沢ゴルフ株式会社設立発起人会が開かれる。
  - 4月 - 藤沢ゴルフ株式会社設立（資本金50万円）。株主のみを会員として藤沢カントリー倶楽部が発足。
  - 9月 - 杉山雅則（レーモンド設計事務所）が設計を開始。
- 1931年（昭和6年）2月 - チャールズ・ヒュー・アリソンが実施踏査の上、コース設計に対して意見具申。
  - 3月 - 設計が完了。
  - 5月 - 起工。藤沢町の長工務所が建設。
  - 10月18日 - 9ホール仮オープン。
- 1932年（昭和7年）4月 - 竣工。
  - 5月29日 - 開場。久邇宮朝融王、鳩彦王妃允子内親王（朝香宮鳩彦王妃）が来場し、多数の著名ゴルファーが招待される。
- 1933年（昭和8年）10月2日 - 10月4日 - 日本プロゴルフ選手権大会が行われる。
- 1934年（昭和9年）11月16日 - ベーブ・ルースが、赤星四郎とともにプレイする。
- 1937年（昭和12年） - 関東クラブ対抗競技が行われる。
- 1938年（昭和13年）10月11日-10月13日 - 日本オープンゴルフ選手権競技が開催される。
- 1943年（昭和18年）10月24日 - 閉鎖する。
後に、同地周辺は藤沢海軍航空隊となり、戦後は藤沢商業高等学校（現：藤沢翔陵高等学校）や、神奈川県立スポーツセンターなどが建設され、東京五輪でのサッカー日本代表合宿に使用された。